# Ben de Reu
Ben de Reu (IJzendijke) is een Nederlands politicus voor de Partij van de Arbeid. Hij had van 2011 tot en met 2019 zitting in de Gedeputeerde Staten van Zeeland, waar hij belast was met de beleidsterreinen  
- Water
- Cultuur
- Biobased economy
- Energie
- Milieu
- Vergunningen (milieu/RUD)
- Extern optreden VTH
- Europa en Grensoverschrijdende samenwerking
- Gezondheidszorg
- Waterveiligheid (regionale waterkering en voorbereidingen op extreme omstandigheden)
- IPO coördinatie.

Hij was tevens vierde waarnemend Commissaris van de Koning(in) en plaatsvervangend lid van het Comité van de Regio's. Hij was in 2011 en 2015 lijsttrekker voor de Zeeuwse PvdA-fractie.
De Reu startte zijn carrière in het onderwijs. Van oktober 2001 tot april 2011 was hij directeur van het RPCZ, het Regionaal Pedagogisch Centrum Zeeland te Vlissingen.
- International Standard Name Identifier: 0000 0003 9450 1713
- Nederlandse Thesaurus van Auteursnamen: 171720830
- Virtual International Authority File: 288982678